# Ashley Young
Pour les articles homonymes, voir Young.
Ashley Simon Young, né le 9 juillet 1985 à Stevenage (Angleterre), est un footballeur international anglais qui évolue au poste de défenseur ou précédemment d'ailier à Ipswich Town.
Il débute d'abord en tant que milieu offensif ou ailier , maintenant il joue principalement en tant que latéral défensif.

## Biographie

### En club

#### Watford FC
Refusé au centre de formation du club de Watford, Ashley Young persiste à jouer dans les équipes de jeunes de ce club et son talent et son abnégation le portent jusqu'aux portes de l'équipe A. Il joue ainsi son premier match avec l'équipe première en septembre 2003 contre Millwall. Ashley Young entre en cours de match et inscrit un but.
Au cours de la saison 2004-2005, Ashley Young confirme les espoirs placés en lui en participant à 34 matchs de son équipe, alors que le club lutte pour son maintien en EFL Championship, il reçoit le trophée du meilleur espoir du club. La saison suivante est la plus prolifique pour Ashley Young. Il inscrit 15 buts en 41 matchs et aide son club à atteindre la promotion pour la Premier League à la suite d'une victoire en play-offs contre Leeds (3-0).
Pendant le marché des transferts hivernal de janvier 2007, Watford reçoit de multiples offres et accepte l'offre de West Ham. Ashley Young refuse de s'engager en faveur des Hammers et annonce vouloir aider son club à se maintenir dans l'élite.
Toutefois, le 18 janvier 2007, une offre d'Aston Villa de huit millions de livres sterling, montant pouvant passer à quasiment dix millions grâce à diverses clauses, est acceptée à la fois par Watford et par le joueur qui change officiellement de club le 23 janvier 2007. Il prend part à 110 matchs et marque 22 buts toutes compétitions confondues.

#### Aston Villa
Ashley Young dispute son premier match avec Aston Villa le 31 janvier 2007 suivant en marquant un but contre Newcastle United (défaite 1-3). Il est élu joueur du mois en avril, septembre et décembre 2008. Il prend part à 190 matchs et marque 38 buts toutes compétitions confondues.

#### Manchester United
Le 23 juin 2011, Ashley Young signe un contrat de cinq ans en faveur de Manchester United, la transaction s'élevant à 19 millions d'euros. Le 28 août 2011, il contribue à la victoire historique des Red Devils face à Arsenal FC (victoire 8-2) en inscrivant un doublé lors de la 3e journée de Premier League. Le 27 septembre 2011, Ashley Young prend part à son premier match de Ligue des champions lors de la 2e journée des matchs de poule face au FC Bâle. Il s'illustre en marquant un but en toute fin de match et permet à Manchester United de prendre un point (nul 3-3). Ashley Young se démarquera à nouveau en inscrivant un doublé face à Tottenham et en réalisant une passe décisive dans ce même match (victoire 1-3). Finalement, il réalise une bonne première saison à Manchester United même si son équipe terminera deuxième du championnat. 
Sa deuxième saison est plus contrastée à cause de plusieurs blessures et Ashley Young n'inscrit pas le moindre but pour son équipe toutes compétitions confondues. Il entame bien sa saison 2014-2015 où il est réalisé de bonnes performances pour les Red Devils. Le 4 mars 2015, il inscrit le but de la victoire contre Newcastle (victoire 1-0). Le 12 avril 2015, Ashley Young permet à Manchester United d'égaliser contre Manchester City ce qui lancera la voie du succès des Red Devils (victoire 4-2).
Alors que certains pensaient qu'il allait partir avec notamment des intérêts de Liverpool et de son ancien club Aston Villa, Ashley Young décide, le 7 août 2015, de prolonger son contrat jusqu'en 2018. Il prend part à 261 matchs et marque 19 buts toutes compétitions confondues.

#### Inter Milan
Le 17 janvier 2020, Ashley Young signe à l'Inter Milan et s'engage pour une durée de six mois et une année en option supplémentaire. Avec ce club, il est finaliste de la Ligue Europa en 2020 et champion d'Italie en 2021.

#### Aston Villa
Le 17 juin 2021, Ashley Young retourne à Aston Villa en signant un contrat d'une saison. Quatre jours après avoir vu son contrat avec Aston Villa prendre fin officiellement, il re-signe avec les Villains pour une nouvelle saison.

#### Everton FC
Libre de tout contrat après deux saisons à Aston Villa, il s'engage pour un contrat d’une saison avec Everton. En juin 2024, il prolonge son contrat d'une saison supplémentaire.

### En sélection
Convoqué quatre fois en 2007 sans entrer en jeu, Ashley Young honore sa première sélection le 16 novembre 2007 lors du match amical face à l'Autriche (victoire 1-0). Après la Coupe du monde 2010 en Afrique du Sud et la déception anglaise, il est appelé par le sélectionneur Fabio Capello pour quasiment chaque match de la sélection anglaise. Pouvant évoluer à plusieurs postes au milieu de terrain, Ashley Young finit par s'imposer comme un titulaire dans le système de Fabio Capello et il marque son premier but sous le maillot des Three Lions lors d'un match amical face au Danemark (2-1). 
Ashley Young est retenu par Roy Hodgson pour participer à l'Euro 2012 comme milieu gauche. Sa prestation fut décevante avec un penalty raté lors des tirs au but en quart de finale contre l'Italie. Boudé par Roy Hodgson puis par Sam Allardyce, Ashley Young effectue un retour surprise en sélection en novembre 2017 après quatre ans d'absence. Gareth Southgate le retient pour disputer la Coupe du monde 2018 en Russie où il est titulaire sur le flanc gauche dans le 3-5-2 anglais.

### Vie privée
Ashley a un fils, Tyler, qui est footballeur professionnel dans le club de Championship de Peterborough. Le père et le fils ont failli s'affronter lors d'un match de FA Cup opposant les deux clubs le 9 janvier 2025, Ashley déclarant avant le match que « jouer » contre son enfant représenterait « l’apogée de [s]a carrière ». Cet évènement, très rare dans le milieu du football, n'eut cependant pas lieu. Le coach de Peterborough, voyant que son équipe perdait 1-0, refusa de faire entrer le jeune Tyler sur le terrain en fin de match, déclenchant la colère des fans des deux clubs. Ashley a aussi un frère, Lewis, également footballeur professionnel, qui a pris sa retraite en 2021 après une carrière passée en majorité entre la troisième et la quatrième division anglaise. La famille est d'ascendance jamaïcaine. 

## Statistiques
| Saison                | Club                  | Championnat           | Championnat | Championnat | Coupe nationale | Coupe nationale | Coupe de la Ligue | Coupe de la Ligue | Supercoupe | Supercoupe | Compétition(s) continentale(s) | Compétition(s) continentale(s) | Compétition(s) continentale(s) | Angleterre | Angleterre | Total | Total |
| Saison                | Club                  | Division              | M.          | B.          | M.              | B.              | M.                | B.                | M.         | B.         | Comp.                          | M.                             | B.                             | M.         | B.         | M.    | B.    |
| 2003-2004             | Watford FC            | Championship          | 5           | 3           | -               | -               | 1                 | 0                 | -          | -          | -                              | -                              | -                              | -          | -          | 6     | 3     |
| 2004-2005             | Watford FC            | Championship          | 34          | 0           | -               | -               | 4                 | 0                 | -          | -          | -                              | -                              | -                              | -          | -          | 38    | 0     |
| 2005-2006             | Watford FC            | Championship          | 42          | 14          | -               | -               | 1                 | 1                 | -          | -          | -                              | -                              | -                              | -          | -          | 43    | 15    |
| 2006-2007             | Watford FC            | Championship          | 20          | 3           | 1               | 0               | 2                 | 1                 | -          | -          | -                              | -                              | -                              | -          | -          | 23    | 4     |
| Sous-total            | Sous-total            | Sous-total            | 101         | 20          | 1               | 0               | 8                 | 2                 | -          | -          | -                              | -                              | -                              | -          | -          | 110   | 22    |
| 2006-2007             | Aston Villa           | Premier League        | 13          | 2           | -               | -               | -                 | -                 | -          | -          | -                              | -                              | -                              | -          | -          | 13    | 2     |
| 2007-2008             | Aston Villa           | Premier League        | 37          | 8           | 1               | 0               | 1                 | 0                 | -          | -          | -                              | -                              | -                              | 3          | 0          | 42    | 8     |
| 2008-2009             | Aston Villa           | Premier League        | 36          | 8           | 3               | 0               | 1                 | 0                 | -          | -          | C4+C3                          | 2+6                            | 1+1                            | 2          | 0          | 50    | 10    |
| 2009-2010             | Aston Villa           | Premier League        | 37          | 5           | 6               | 2               | 5                 | 2                 | -          | -          | C3                             | 2                              | 0                              | 2          | 0          | 52    | 9     |
| 2010-2011             | Aston Villa           | Premier League        | 34          | 7           | 2               | 0               | 3                 | 2                 | -          | -          | C3                             | 1                              | 0                              | 8          | 2          | 48    | 11    |
| Sous-total            | Sous-total            | Sous-total            | 157         | 30          | 12              | 2               | 10                | 4                 | -          | -          | -                              | 11                             | 2                              | 15         | 2          | 205   | 40    |
| 2011-2012             | Manchester United     | Premier League        | 25          | 6           | -               | -               | -                 | -                 | 1          | 0          | C1+C3                          | 3+4                            | 1+1                            | 10         | 4          | 43    | 12    |
| 2012-2013             | Manchester United     | Premier League        | 19          | 0           | 2               | 0               | -                 | -                 | -          | -          | C1                             | 2                              | 0                              | 4          | 1          | 27    | 1     |
| 2013-2014             | Manchester United     | Premier League        | 20          | 2           | -               | -               | 2                 | 1                 | -          | -          | C1                             | 8                              | 0                              | 1          | 0          | 31    | 3     |
| 2014-2015             | Manchester United     | Premier League        | 26          | 2           | 3               | 0               | -                 | -                 | -          | -          | -                              | -                              | -                              | -          | -          | 29    | 2     |
| 2015-2016             | Manchester United     | Premier League        | 18          | 1           | 1               | 0               | 2                 | 0                 | -          | -          | C1                             | 5                              | 0                              | -          | -          | 26    | 1     |
| 2016-2017             | Manchester United     | Premier League        | 12          | 0           | 3               | 0               | 1                 | 0                 | -          | -          | C3                             | 7                              | 0                              | -          | -          | 23    | 0     |
| 2017-2018             | Manchester United     | Premier League        | 30          | 2           | 4               | 0               | -                 | -                 | -          | -          | C1                             | 4                              | 0                              | 6          | 0          | 44    | 2     |
| 2018-2019             | Manchester United     | Premier League        | 30          | 2           | 3               | 0               | 1                 | 0                 | -          | -          | C1                             | 7                              | 0                              | 3          | 0          | 44    | 2     |
| 2019-2020             | Manchester United     | Premier League        | 12          | 0           | 1               | 0               | 2                 | 0                 | -          | -          | C3                             | 3                              | 1                              | -          | -          | 18    | 1     |
| Sous-total            | Sous-total            | Sous-total            | 192         | 15          | 17              | 0               | 8                 | 1                 | 1          | 0          | -                              | 43                             | 3                              | 24         | 5          | 285   | 24    |
| 2019-2020             | Inter Milan           | Serie A               | 18          | 4           | 2               | 0               | -                 | -                 | -          | -          | C3                             | 5                              | 0                              | -          | -          | 25    | 4     |
| 2020-2021             | Inter Milan           | Serie A               | 26          | 1           | 3               | 0               | -                 | -                 | -          | -          | C1                             | 5                              | 0                              | -          | -          | 34    | 1     |
| Sous-total            | Sous-total            | Sous-total            | 44          | 5           | 5               | 0               | -                 | -                 | -          | -          | -                              | 10                             | 0                              | -          | -          | 59    | 5     |
| 2021-2022             | Aston Villa           | Premier League        | 24          | 0           | -               | -               | 1                 | 0                 | -          | -          | -                              | -                              | -                              | -          | -          | 25    | 0     |
| 2022-2023             | Aston Villa           | Premier League        | 29          | 1           | 1               | 0               | 2                 | 0                 | -          | -          | -                              | -                              | -                              | -          | -          | 32    | 1     |
| Sous-total            | Sous-total            | Sous-total            | 53          | 1           | 1               | 0               | 3                 | 0                 | -          | -          | -                              | -                              | -                              | -          | -          | 57    | 1     |
| 2023-2024             | Everton FC            | Premier League        | 31          | 0           | -               | -               | 3                 | 1                 | -          | -          | -                              | -                              | -                              | -          | -          | 34    | 1     |
| 2024-2025             | Everton FC            | Premier League        | 32          | 1           | 2               | 0               | 2                 | 0                 | -          | -          | -                              | -                              | -                              | -          | -          | 36    | 1     |
| Sous-total            | Sous-total            | Sous-total            | 63          | 1           | 2               | 0               | 5                 | 1                 | -          | -          | -                              | -                              | -                              | -          | -          | 70    | 2     |
| Total sur la carrière | Total sur la carrière | Total sur la carrière | 610         | 72          | 38              | 2               | 34                | 8                 | 1          | 0          | -                              | 64                             | 5                              | 39         | 7          | 786   | 94    |

## Palmarès

### En club
- Aston Villa
  - Finaliste de la Coupe de la Ligue anglaise en 2010.

- Manchester United
  - Champion d'Angleterre en 2013.
  - Vainqueur de la Ligue Europa en 2017.
  - Vainqueur de la Coupe d'Angleterre en 2016.
  - Vainqueur du Community Shield en 2011.
  - Finaliste de la Coupe d'Angleterre en 2017.

- Inter Milan
  - Champion d'Italie en 2021.
  - Finaliste de la Ligue Europa en 2020.

### Distinctions personnelles
- Membre de l'équipe-type de Premier League en 2008 et 2009.
- Joueur du mois du championnat d'Angleterre en avril 2008, septembre 2008 et décembre 2008.
- Jeune joueur de l'année PFA (en) en 2009.
- Membre de l'équipe-type de D2 anglaise en 2006.